# Carlos Lyra
Pour les articles homonymes, voir Lyra.
Carlos Eduardo Lyra Barbosa, dit Carlos Lyra, est un chanteur brésilien né le 11 mai 1933 à Rio de Janeiro, où il meurt le 16 décembre 2023. Au Brésil, il est considéré comme l'un des plus importants contributeurs du mouvement de la bossa nova, aux côtés de João Gilberto, Vinícius de Moraes et d'Antônio Carlos Jobim.

## Biographie

### Jeunesse et contexte familial
Né le 11 mai 1936 d'un père officier de marine et d'une mère professeure de théâtre, il est attiré dès l'enfance par la musique. À 12 ans, il doit être alité à la suite d'un accident lors d'un championnat de saut en longueur. C'est durant cette période que Carlos Lyra fait l'apprentissage de plusieurs instruments, dont le piano et la guitare. Au lycée, il fait la rencontre de Roberto Menescal, avec lequel il crée la première académie de guitare de Rio de Janeiro par laquelle passeront plusieurs artistes brésiliens tels que Marcos Valle, Edu Lobo, Nara Leão et Wanda Sá.  

### Essor musical
En 1959, il participe au mouvement musical de la bossa nova en étant l'un des premiers compositeurs et paroliers dont les chansons (Maria ninguém, Lobo bobo, Saudade fez um samba) seront enregistrées par João Gilberto dans son premier album Chega de saudade,. La même année, il enregistre lui aussi un premier album intitulé Bossa Nova. En 1960, il rencontre Vinicius de Moraes avec lequel il composera plusieurs succès comme Você e eu, Coisa mais linda, Primavera et Minha namorada, qui deviendront des classiques de la bossa nova. En 1962, il participe au spectacle historique du Carnegie Hall à New York aux côtés de João Gilberto, Sergio Mendes, Roberto Menescal et Antônio Carlos Jobim. En 1965, il accompagne Stan Getz dans une tournée mondiale qui le mène dans plusieurs villes américaines, au Brésil, au Japon, au Canada, en Europe et au Mexique. Il demeurera d'ailleurs près de quatre ans dans ce pays, fuyant la dictature militaire dans son pays. 

### Mariage et voyages
Il retourne au Brésil en 1971 et se marie avec l'actrice américaine Kate Lyra,. La même année, il enregistre ...E no entanto é preciso cantar, avec la participation de Chico Buarque sur la piste Essa passou. Après la censure d'un album enregistré en 1974, il immigre à Los Angeles, aux États-Unis, où il vit pendant deux ans. Il revient au Brésil en 1976 et lance son livre O seu verdadeiro signo (Son véritable signe). En 1982, il écrit quelques chansons en portugais pour le chanteur espagnol Julios Iglesias. En 1983, il organise à Rio de Janeiro et à São Paulo 25 anos de bossa nova, un spectacle anniversaire célébrant les vingt-cinq ans du mouvement musical dont l'enregistrement sonore a été édité en vinyle. Les années suivantes, ce spectacle est suivi de plusieurs concerts internationaux en Martinique, en Espagne et au Japon, au Portugal et en Italie.          

### Reconnaissance
Dans un entretien réalisé à l'occasion du lancement de son album Carlos Lyra en 1994, il révèle au monde entier que la chanson préférée de la première dame américaine Jacqueline Kennedy était Maria Ninguém. En 1998, il participe, aux côtés de Baden Powell, Toquinho et Miúcha, à un spectacle dédié à la mémoire de Vinicius de Moraes qui sera également édité en CD. L'année suivante, il rejoint Caetano Veloso, Gilberto Gil, Joyce Moreno et Roberto Menescal dans un concert réalisé dans le parc Garota de Ipanema à Rio de Janeiro à l'occasion des 40 ans de la bossa nova.

### Divorce
En 2004, son mariage avec Kate Lyra (pt) prend fin après 34 ans de vie commune,.

## Discographie
- 1959 : Bossa Nova
- 1961 : Carlos Lyra
- 1962 : Bossa Nova Mesmo - Carlos Lyra / Laís / Lúcio Alves / Sylvia Telles / Vinícius de Moraes / Conjunto Oscar Castro-Neves
- 1963 : Depois do carnaval, O Sambalanço de Carlos Lyra
- 1964 : Pobre Menina Rica
- 1965 : The Sound of Ipanema - Paul Winter / Carlos Lyra
- 1967 : Carlos Lyra
- 1969 : Carlos Lyra / Saravá
- 1971 : ...E no Entanto é Preciso Cantar
- 1972 : Eu & Elas
- 1974 : Carlos Lyra
- 1975 : Herói do Medo
- 1987 : 25 Anos de Bossa Nova
- 1993 : Bossa Lyra
- 1994 : Carioca de Algema
- 1994 : Songbook
- 1999 : Vivendo Vinícius ao Vivo - Baden Powell / Carlos Lyra / Miúcha / Toquinho
- 2000 : Enciclopédia musical brasileira
- 2000 : Millennium
- 2003 : Coisa mais linda – As canções de Carlos Lyra
- 2004 : Sambalanço
- 2005 - Carlos Lyra - 50 Anos de Música
- 2008 - Os Bossa Nova - com Marcos Valle, João Donato e Roberto Menescal
- 2010 - Era no tempo do Rei
- 2019 - Além da Bossa